# Grandma Moses

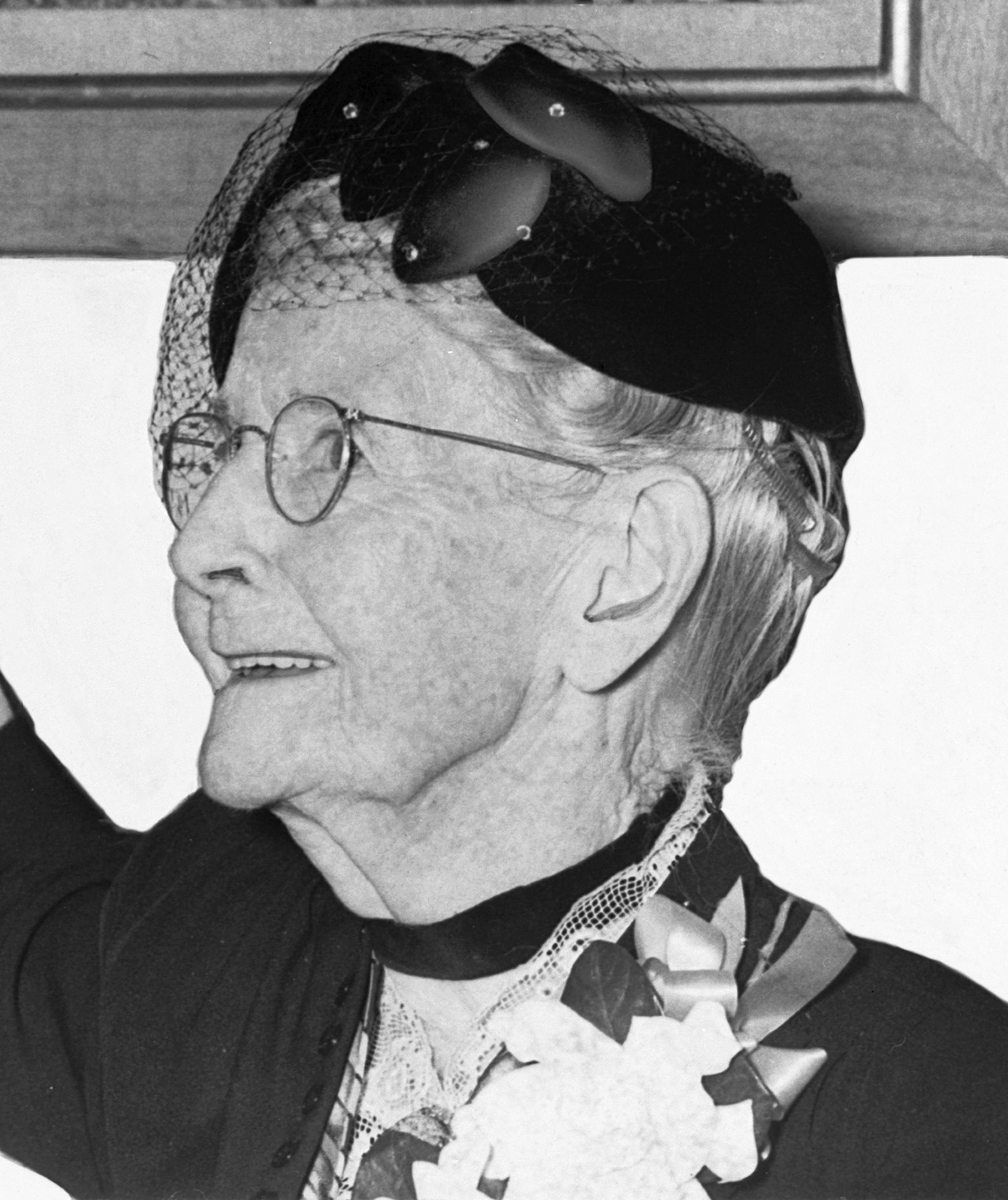
Grandma Moses (1953)

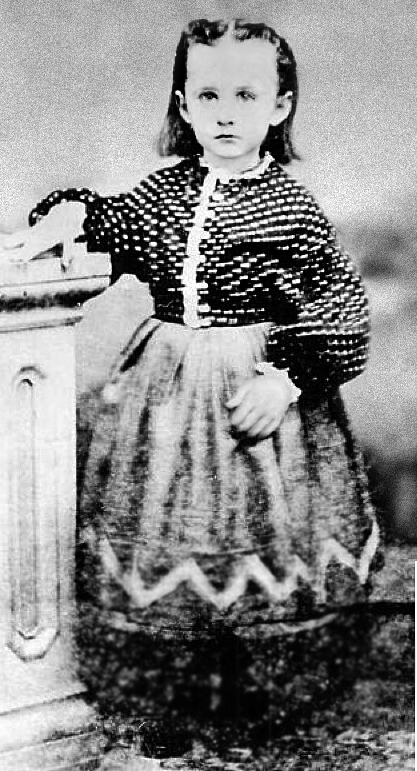
Grandma Moses in den 1860er Jahren

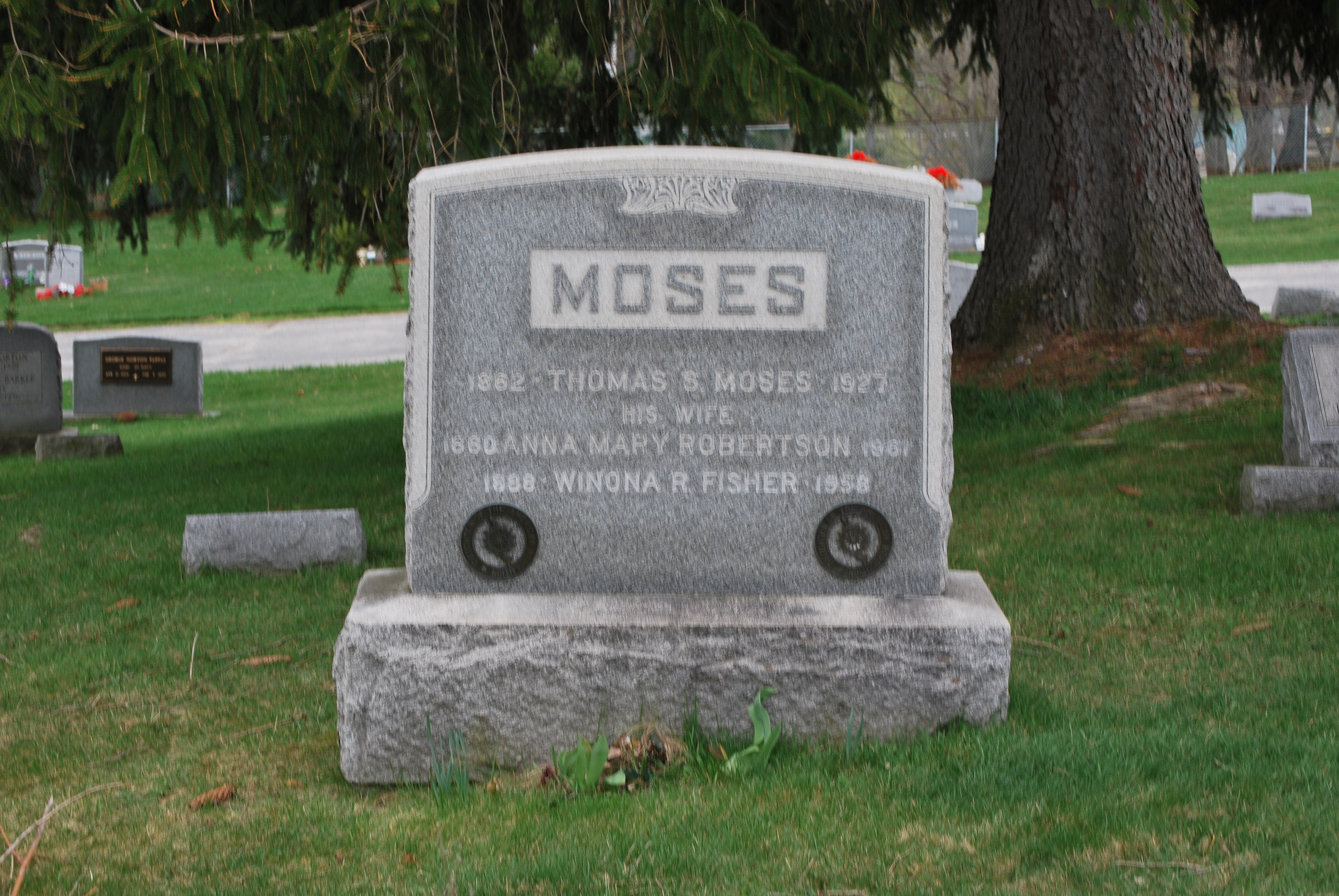
Grandma Moses’ Grab auf dem Maple Grove Cemetery in Hoosick Falls

Anna Mary Robertson Moses oder Grandma Moses, geboren als Anna Mary Robertson (* 7. September 1860 in Greenwich im US-Bundesstaat New York; † 13. Dezember 1961 in Hoosick Falls, New York) war eine US-amerikanische Malerin, Illustratorin und Vertreterin der Naiven Kunst. Bemerkenswerterweise fing sie erst mit 75 Jahren mit dem Malen an.

## Frühes Leben
Anna Mary Robertson wurde als drittes von fünf Kindern von Mary Shannahan Robertson und Russell King Robertson geboren. Sie besuchte nur kurz die Schule und verließ mit zwölf Jahren die Farm ihrer Eltern, um als Dienstmagd zu arbeiten.

## Ehefrau
Am 9. November 1887, im Alter von 27 Jahren, heiratete sie den Farmer Thomas Salmon Moses, fortan arbeitete sie nicht mehr als Dienstmagd. Mit diesem zog sie in den US-Bundesstaat Virginia. Sie brachte zehn Kinder zur Welt, von denen fünf im Kindesalter starben. Als ihr Mann am 15. Januar 1927 nach einem Herzinfarkt verstarb und der jüngste Sohn mit seiner Frau die Farm übernahm, wandte sich Grandma Moses zur Beschäftigung der Malerei zu. Schon als Kind hatte sie gerne gemalt, war aber wegen vielfältiger Pflichten im Haushalt selten dazu gekommen. Auch in ihrer späteren Anstellung als Dienstmagd und während ihrer Ehe hatte sie ihr malerisches Talent aus Zeitmangel nicht entwickeln können. Nur die Ausschmückung der Familienwohnräume hatte ihr Gelegenheit gegeben, sich gestalterisch zu betätigen.

## Als Malerin
Mit 75 Jahren, als die tägliche Hausarbeit ihr aufgrund ihres Rheuma-Leidens zu schwer wurde, fing Grandma Moses auf den Rat ihrer Schwester Celestia an, Bilder anzufertigen. Zuerst stickte sie Wollbilder und benutzte gewöhnliche Anstreicherfarben. Später, als sie auch die Stickerei aufgeben musste, wandte sie sich Ölfarben und Leinwand zu. Von ihren Kindern ermutigt stellte Grandma Moses einige ihrer Bilder in einem Drugstore in Hoosick Falls aus. Der Kunstsammler Louis Caldor, der 1938 nach Hoosick Falls kam, nahm einige der Bilder nach New York mit. Nach mehreren erfolglosen Versuchen, die Kunstwelt für diese Werke zu interessieren, wollte er seine Bemühungen 1939 eigentlich einstellen. Als er aber zufällig von einer geplanten kleinen Ausstellung mit dem Namen „Unbekannte zeitgenössische amerikanische Maler“ des Museum of Modern Arts erfuhr, nahm er noch einmal einen Anlauf. Für die Ausstellung wurden drei Bilder von Grandma Moses ausgewählt. Daraufhin engagierte sich der Galerist Otto Kallir für ihr Werk. Ihre erste Einzelausstellung hatte Grandma Moses 1940 in der von Kallir gegründeten Galerie St. Etienne. 1949 wurde sie vom damaligen US-Präsidenten Harry S. Truman und seiner Ehefrau Bess zum Tee eingeladen. Gemeinsam mit Hildegard Bachert brachte Kallir 1952 ihre Lebenserinnerungen und 1973 das Werkverzeichnis heraus. Es dauerte aber Jahre, bis ihr Werk einen größeren Bekanntheitsgrad erreichte. Am 13. Dezember 1961 starb sie im Alter von 101 Jahren. Davor hatte Nelson Rockefeller, der damalige Gouverneur von New York, das seit kurz vor dem Tod ihres Ehemannes wieder ihr Wohnsitz war, ihren 100. und 101. Geburtstag zum „Grandma-Moses-Tag“ erklärt.

## Die Bilder
Grandma Moses’ Bilder bieten dem Betrachter Einblicke in das einfache Leben auf dem Land in Nordamerika zur damaligen Zeit. Dabei verarbeitete Grandma Moses viele persönliche Erfahrungen. Um die 30 Hauptwerke sind im Bennington Museum in Vermont zu sehen.

„Ich bin geneigt, alte Szenen zu malen. 
Ich nehme an, weil ich alt bin.“

Zu Beginn ihrer künstlerischen Karriere malte sie auf Hartfaserplatten, weil diese beständiger als Leinwand sind, fertigte die Rahmen ihrer Bilder selbst an und besaß keine Staffelei, sondern malte auf ihrem Küchentisch.
Von Kritikern wurde ihr Stil mit dem der Maler Pieter Bruegel der Ältere und der Jüngere sowie Henri Rousseau verglichen. Sie hinterließ ein Œuvre von etwa 1500 Bildern.

## Veröffentlichungen
Autorin
- Meine Lebensgeschichte. Hrsg.: Otto Kallir. Ullstein, Frankfurt a. M. 1957, ISBN 3-548-00165-3 (archive.org – englisch: My Life’s History. 1952. Übersetzt von Fanny Kallir, Vorwort von Louis Bromfield).
- Grandma Moses: American primitive; 40 paintings with comments together with her life's history. Hrsg.: Otto Kallir. Doubleday, Garden City (New York) 1947, DNB 993309720 (englisch, Vorwort von Louis Bromfield).

Illustratorin
- Kurt Weill, Arnold Sundgaard: Down in the valley. Schirmer, New York 1948, DNB 993478042 (englisch).

## Auszeichnungen
- 1941: New Yorker Staatspreis für das Bild The Old Oaken Bucket (Der alte eichene Brunneneimer)
- 1947: Art Directors Club - Award for Distinctive Merit
- 1948: Young Woman of the Year durch die Zeitschrift Mademoiselle
- 1949: Auszeichnungsdiplom des Women’s National Press Club aus den Händen von Harry Truman
- 1949: Ehrendoktorat vom Russell Sage College in Troy, New York
- 1951: Ehrendoktorat vom Moore College of Art and Design in Philadelphia